# Ava Addams
Ava Addams, pseudonimo di Alexia Roy (Gibilterra, 16 settembre 1979), è un'attrice pornografica francese naturalizzata statunitense.

## Biografia
Di padre italo-francese e madre ispano-francese, ma nata a Gibilterra, Ava Addams è cresciuta a Houston, in Texas. Dopo essersi laureata, ha lavorato per un periodo di tempo nel settore sanitario, svolgendo attività di registrazione dati e comunicazione con le compagnie assicurative all'interno di uno studio medico a Houston, in Texas. In gioventù ha lavorato anche come modella ed attrice, girando spot pubblicitari e facendo teatro.
Si avvicina al mondo dell'hard dopo aver posato per Playboy, per nudi artistici e come modella fetish, iniziando la carriera pornografica in Florida, nel 2008 a circa 29 anni, prima con scene da sola e saffiche: risponde infatti ad un annuncio di lavoro che crede sia come modella ma che scopre poi essere un set lesbo. La sua prima comparsa su una pellicola, Big Tit Moms, è con Molly Cavalli. Decide successivamente di comparire anche in scene eterosessuali, dopo aver chiuso una relazione con un collega dell'industria hard che non la voleva in scene uomo-donna. Appare per la prima volta in una scena con un uomo in Titty Sweat, di Vince Voyeur, in cui ha un rapporto con James Deen, con il quale poi lavorerà spesso.
Una volta spostatasi in California, viene contattata dalla Bang Bros grazie alla presentazione da parte della collega Renna Ryann. Ha dichiarato che, al momento di scegliere lo pseudonimo da usare in scena, ha preferito Ava come nome perché le era sempre piaciuto e, volendo un cognome che iniziasse per A, ha preso a sfogliare un elenco telefonico finché non si è imbattuta in Adams, che le ha ricordato la famiglia Addams, suo programma preferito da bambina, e l'ha portata a scegliere Addams. Dopo l'esperienza con Bang Bros, ha avuto modo di lavorare con altre case di produzione pornografica quali Reality Kings, Naughty America e Brazzers. Nella realizzazione di nuove scene, si riserva spesso la scelta sulla casa di produzione e sugli attori con cui lavorare, in modo da essere a suo agio davanti alla telecamera; ciò l'ha portata a collaborare con un numero relativamente limitato di partner, e anche ad essere definita schizzinosa.
Ha un figlio, nato nel 2011. L'attrice aveva originariamente una coppa D, che nel tardo 2010, in gravidanza, aumentò a coppa E; in seguito è comparsa con seni di coppa B-C finché, con un'operazione di mastoplastica additiva, non sono stati aumentati a DDD. È appassionata di BDSM, viaggi, lettura e yoga. Nel 2011 si è posizionata novantaquattresima in una classifica stilata dalla rivista statunitense Complex sulle cento pornostar più "hot" del momento. Nel 2012 è stata citata, con altre sei colleghe, nella canzone YouPorn.com Anthem (in italiano “Inno di YouPorn”) di Brian McKnight. Nel 2015 partecipa alla prima edizione del talent show Brazzers House, dove raggiunge la seconda posizione. Ha numerosi tatuaggi: la scritta "La Vie En Rose" sul lato sinistro del basso ventre, un quadrifoglio sul pube, 3 stelle all'interno del polso sinistro, un teschio rosso con ossa incrociate su quello destro, una Betty Boop in un cerchio Ying e Yang sulla parte bassa della schiena e una rosa sulla caviglia destra.

## Riconoscimenti[2]
- 2012 - AVN Awards[17]
  - Nomination a MILF/Cougar Performer of the Year
- 2013 - AVN Awards[18]
  - Nomination a MILF/Cougar Performer of the Year
  - Nomination a Best Group Sex Scene con Vanilla DeVille, Francesca Lé, Veronica Avluv e Keiran Lee per Big Tits at Work 14
- 2013 - XBIZ Award[19]

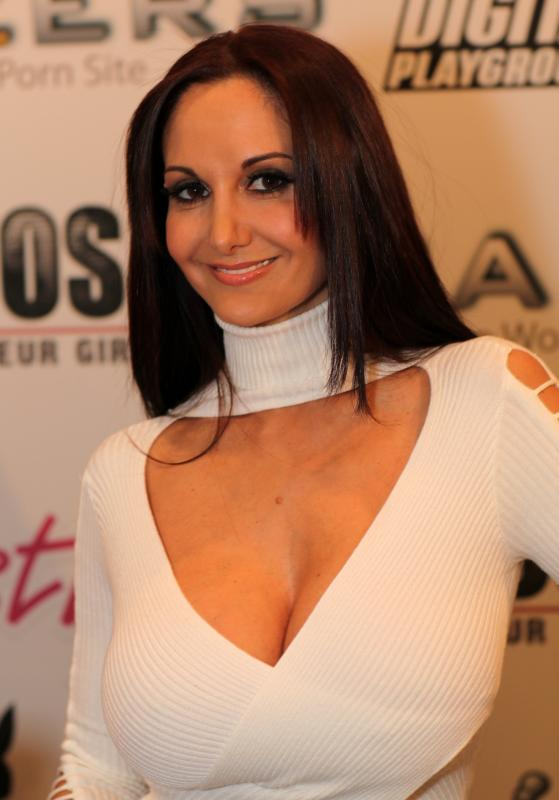
Ava Addams all'AEE del 2013

  - Nomination a MILF Performer of the Year
- 2013 - The Sex Awards
  - Nomination a Porn's Best Body[20]
  - Nomination a Favorite Porn Star Website per TheAvaAddams.com[21]
  - Nomination a Adult Parody of the Year per  [2][22]
- 2014 - NightMoves Award[23]
  - Nomination a Best MILF Performer

- 2014 - AVN Awards[24]
  - Nomination a MILF Performer of the Year
  - Nomination a Best Safe Sex Scene con Phoenix Marie, Diamond Kitty e ragazzi del dormitorio per Dorm Invasion 5
- 2015 - NightMoves Award[25]
  - Best Cougar / MILF Performer (Editor's Choice)
- 2015 - AVN Awards
  - Nomination a MILF Performer of the Year[26]
  - Nomination a Social Media Star (Fan Award)[27]
  - Nomination a Hottest MILF (Fan Award)[28]
- 2015 - XBIZ Award[29]
  - Nomination a MILF Performer of the Year
  - Nomination a Best Scene - Vignette Release con Tyler Nixon per Doctor Milf
- 2015 - XRCO Award[30]
  - Nomination a MILF of the Year
- 2016 - AVN Awards
  - Nomination a MILF Performer of the Year[31]
  - Nomination a Best Group Sex Scene con Nikki Benz, Phoenix Marie, Romi Rain, Tory Lane, Erik Everhard, Ramón Nomar, Tommy Gunn e Toni Ribas per Brazzers House[31]
  - Nomination a Most Outrageous Sex Scene con Abigail Mac per SeXXXploitation of Abigail Mac[31]
  - Nomination a Hottest MILF (Premio dei Fan)[32]
- 2016 - XBIZ Award
  - Nomination a MILF Performer of the Year[33]
  - Nomination a Best Sex Scene - Gonzo Release con Romi Rain, Tory Lane, Phoenix Marie, Nikki Benz, Keiran Lee, Toni Ribas, Erik Everhard, Tommy Gunn e Ramón Nomar per Brazzers House[33]
  - Nomination a Best Sex Scene – Vignette Release con Johnny Castle per Tonight's Girlfriend Vol. 41[33]
- 2017 - AVN Awards[34]
  - Nomination a Best Group Sex Scene con Ricky Johnson, Jon Jon, James Deen, Ramon Nomar e Tommy Gunn per Ava's All In
  - Nomination a MILF Performer of the Year
- 2017 - XBIZ Award[35]
  - Nomination a MILF Performer of the Year
  - Nomination a Best Sex Scene – Gonzo Release con Ricky Johnson, Jon Jon, James Deen, Ramón Nomar e Tommy Gunn per Ava's All In 2020 - AVN Awards[36]
- 2020 - AVN Awards
- Winner for Hottest Milf (Fan Award)[37]

## Filmografia
- Big Tits Boss 4 (2008)
- Gagged and Trussed Costume Captives (2008)
- Hardworking Heroines Tied, Gagged and Helpless (2009)
- MILFs Lovin' MILFs 3 (2009)
- Munch and Bake (2009)
- Titty Sweat 1 (2009)
- Women Seeking Women 54 (2009)
- Women Seeking Women 55 (2009)
- Ass Parade 26 (2010)
- Ass Parade 27 (2010)
- Ava Addams Goes Out With A Bang (2010)
- Bang Bus 29 (2010)
- Big Beautiful Boobs (2010)
- Big Tits Round Asses 19 (2010)
- Big Wet Tits 9 (2010)
- Breast Worship 3 (2010)
- Cum Buckets 10 (2010)
- Just Tease 2 (2010)
- MILF Next Door 14 (2010)
- MILF Soup 13 (2010)
- Monster Curves 12 (2010)
- My Wife's Hot Friend 8 (2010)
- POV Jugg Fuckers 3 (2010)
- POV Pervert 12 (2010)
- Power Munch 4 (2010)
- Raw 5 (2010)
- Tug Jobs 17 (2010)
- Big Tits at School 13 (2011)
- Big Tits at Work 14 (2011)
- Big Tits in Uniform 4 (2011)
- Big Wet Asses 19 (2011)
- Busty Bikini Babes 1 (2011)
- Church of Bootyism 2 (2011)
- Cougar's Prey 7 (2011)
- Deep Anal Drilling 3 (2011)
- Hot Anal Auditions 1 (2011)
- I Have a Wife 15 (2011)
- Magical Feet 14 (2011)
- MILF Soup 19 (2011)
- MILFs Like It Big 9 (2011)
- Mommy Got Boobs 12 (2011)
- Mommy Knockers (2011)
- My First Sex Teacher 23 (2011)
- Neighbor Affair 10 (2011)
- Nooners (2011)
- Real Big Tits 5 (2011)
- Slim and Busty (2011)
- Sweet Tits (2011)
- Taste Some (2011)
- Teasers: Extreme Public Adventures 5 (2011)
- 25 Sexiest Boobs Ever (2012)
- 3 Pornstars Demolish the Dorm (2012)
- Anal Motherfucker 1 (2012)
- Asa Akira Invades College Dorms (2012)
- Ass Parade 35 (2012)
- Big Tits at School 16 (2012)
- Big Tits Round Asses 26 (2012)
- Bra Busters 3 (2012)
- Cougars, Kittens And Cock 2 (2012)
- Couples Seeking Teens 8 (2012)
- Doctor Adventures.com 13 (2012)
- Dorm Invasion 2 (2012)
- DP Fanatic 2 (2012)
- Housewife 1 on 1 26 (2012)
- Just Like Mom (2012)
- Lesbian Hookups (2012)
- Massage Creep 4 (2012)
- My Friend's Hot Mom 30 (2012)
- My Friend's Hot Mom 33 (2012)
- Natty Knockers 2 (2012)
- Nice Natural Boobs (2012)
- North Pole 93 (2012)
- Please Don't Tell (2012)
- Pure MILF 1 (2012)
- Raw 12 (2012)
- Real Wife Stories 12 (2012)
- Seduced by a Cougar 20 (2012)
- Slutty and Sluttier 16 (2012)
- Best Butt in the Biz (2013)
- Big Butts Like It Big 14 (2013)
- Big Tit Centerfolds 2 (2013)
- Big Tit Cream Pie 23 (2013)
- Big Tit Fantasies 1 (2013)
- Big Tits in Sports 12 (2013)
- Big Wet Butts 10 (2013)
- Cum Drippers 10 (2013)
- Dorm Invasion 5 (2013)
- Dorm Invasion 8 (2013)
- Fill My Teen Throat 9 (2013)
- Fun and Games with Some Hot Pornstars (2013)
- Girls of Bang Bros 23: Ava Addams (2013)
- Hot Oil Massage (2013)
- I Am Kirsten Price (2013)
- I Was A Mail Order Bride (2013)
- In Heat (2013)
- Internal Damnation 6 (2013)
- James Deen's Big Boob Massage Movie (2013)
- MILF Soup 28 (2013)
- Mineshaft (2013)
- Moms Bang Teens 5 (2013)
- My Friend's Hot Mom 38 (2013)
- Naughty or Nice (2013)
- Neighbor Affair 19 (2013)
- Ogling in the Office (2013)
- Oil Overload 8 (2013)
- Porno Pranks (2013)
- Pornstar Spa 5 (2013)
- POV Jugg Fuckers 5 (2013)
- Raw 16 (2013)
- Real Female Orgasms 16 (2013)
- Sex and Submission 32093 (2013)
- Sexy Citizen (2013)
- Special Delivery (2013)
- Titty Creampies 6 (2013)
- Trifecta 2 (2013)
- All About Isabella de Santos (2014)
- Anal Day (2014)
- Anally Talented 3 (2014)
- Ava Addams (2014)
- Ava Addams and Friends (2014)
- Big Butts Like It Big 16 (2014)
- Big Tit Cream Pie 26 (2014)
- Big Tits Round Asses 36 (2014)
- Brazzers 10th Anniversary (2014)
- Brazzers Presents: The Parodies 4 (2014)
- CFNM (2014)
- Couples Seeking Teens 14 (2014)
- Diary of a Nanny 18753 (2014)
- Dirty Rotten Mother Fuckers 7 (2014)
- Dirty Wives Club 3 (2014)
- Doctor Milf (2014)
- Experienced 1 (2014)
- Fuck Those Titties (2014)
- Hard Passion (2014)
- Hot Box Lovers (2014)
- I'm Gonna Bang Your Mother (2014)
- I'm Gonna Bang Your Mother 2 (2014)
- James Deen's Sex Tapes: Porn Stars (2014)
- Lesbian Adventures: Older Women Younger Girls 6 (2014)
- Lesbian Analingus 5 (2014)
- Lesbian Public Sex Fetish (2014)
- Manuel Creampies Their Asses 1 (2014)
- Manuel Is A MILFomaniac (2014)
- Instinct (2014)
- MILF Banged (2014)
- MILF Mania 2 (2014)
- Milf Revolution 2 (2014)
- MILF Soup 33 (2014)
- MILF Thing (2014)
- MILFs 2 (2014)
- MILFs Like It Big 17 (2014)
- Mommy and Me 10 (2014)
- Mother Knows Best (2014)
- Mother Lovers Society 12 (2014)
- Mr. Anal 10 (2014)
- My Daughter's Boyfriend 11 (2014)
- My First Sex Teacher 39 (2014)
- My Friend's Hot Mom 44 (2014)
- On the Air (2014)
- Pornstar Spa 11 (2014)
- Prime MILF (2014)
- Pure MILF 7 (2014)
- Real Wife Stories 18 (2014)
- Rocco's Perfect Slaves 4: American Edition (2014)
- Seduced by a Cougar 18061 (2014)
- Seduced by a Cougar 31 (2014)
- She's A Handful 4 (2014)
- Sisters of Anarchy (2014)
- Step Sisters (2014)
- Very Brazzers Christmas 2 (2014)
- Abigail (2015)
- Abigail Loves Girls (2015)
- All About The Girls (2015)
- American Daydreams 16 (2015)
- Ava's All In (2015)
- Axel Braun's Cougar Alert (2015)
- Big Tits in Uniform 14 (2015)
- Big Tits Round Asses 38 (2015)
- Brazzers House (2015)
- Brazzers House 5 (2015)
- Brazzers House Sex Challenge (2015)
- Busted Babysitters 2 (2015)
- Busty Housewives 5 (2015)
- Busty Workout (2015)
- Butt Naked in Nature (2015)
- Candy Lickers (2015)
- Diary Of A Nanny 6 (2015)
- Double Timing Wife 3 (2015)
- Experience Ava Addams (2015)
- Family Bond (2015)
- Forbidden Fruit (2015)
- Fourth of July: Big Butt Independence (2015)
- Girls with Huge Boobs (2015)
- Hooker Hookups (2015)
- Horny Housewives 3 (2015)
- Hot And Mean 13 (2015)
- I Like Girls (2015)
- I See Stars (2015)
- Keiran Lee's 1000th: This Is Your ZZ Life (2015)
- Lessons in Anal and Other Stories (2015)
- MILF Performers of the Year 2015 (2015)
- Mom's Christmas Stuffing (2015)
- Moms Bang Teens 12 (2015)
- My Ex's Angry Mom (2015)
- My First Sex Teacher 45 (2015)
- Natural Talent (2015)
- Sapphic Sensation 4 (2015)
- Secret Sleepover (2015)
- Seduced by a Cougar 35 (2015)
- SeXXXploitation of Abigail Mac (2015)
- Slutty Wife Happy Life (2015)
- Stepmom Videos 1 (2015)
- Strap On Anal Lesbians 3 (2015)
- This Can't Be Deadpool XXXX (2015)
- Tonight's Girlfriend 20111 (2015)
- Tonight's Girlfriend 39 (2015)
- Tonight's Girlfriend 41 (2015)
- True MILF 2 (2015)
- Unfaithful Wives 4 (2015)
- Wife Showers With The Babysitter (2015)
- Wives on Vacation 19139 (2015)
- Zen Booty (2015)
- Anal Gapers Club (2016)
- Eavesdropping on Mom 2 (2016)
- Fucking Food Inspector (2016)
- Milf Dreams (2016)
- Milf Squad Vegas: Big Cock Commandeering (2016)
- My First Sex Teacher 47 (2016)
- My Naughty Step-Mom: A Virtual Reality Experience (2016)
- New Appli-cunt (2016)
- This Spa Has Secrets (2016)

### Film commerciali
- Fear Girls[5]
- Zombiefied[5] (2012)